# Велика Казинка
Велика Казинка (рос. Большая Казинка) — село у Павловському районі Воронезької області Російської Федерації.
Населення становить 1294 особи. Входить до складу муніципального утворення Казинське сільське поселення.

## Історія
Населений пункт розташований у межах суцільної української етнічної території, на теренах Східної Слобожанщини.
Від 1928 року належить до Павловського району, спочатку у складі Центрально-Чорноземної області, а від 1934 року — Воронезької області.
Згідно із законом від 15 жовтня 2004 року входить до складу муніципального утворення Казинське сільське поселення.

## Населення
| 1859  | 1888  | 1900  | 1905  | 2000  | 2005  | 2009  |
| ----- | ----- | ----- | ----- | ----- | ----- | ----- |
| 3845  | ↘2991 | ↗3015 | ↗3423 | ↘1625 | ↘1498 | ↘1388 |
| 2010  | 2015  |       |       |       |       |       |
| ↘1352 | ↘1294 |       |       |       |       |       |